# Verzet van Delftse studenten en docenten tijdens de Tweede Wereldoorlog
Het verzet van Delftse studenten en docenten tijdens de Tweede Wereldoorlog begon al voor de studentenstaking van november 1940, net als op de andere universiteiten in Nederland. Direct in mei 1940 vormden alle studentenverenigingen in Nederland een plaatselijke Contactcommissie, die ieder in de Nederlandse Studenten Federatie werd vertegenwoordigd. Een initiatief dat niet erg succesvol bleek. De contacten tussen de studenten lagen meer op individueel niveau.
In november 1940 braken op de hogeschool, evenals aan de Universiteit Leiden, stakingen uit als een reactie op het verbod aan Joodse ambtenaren, en dus aan sommige hoogleraren, om les te geven, ze werden ontslagen. Dat leidde tot een sluiting van de hogeschool door de Duitsers. Dit waren de eerste stakingen tegen het Duitse bewind en de Jodenvervolging in Nederland. Directe aanleiding voor de staking was de geïmproviseerde toespraak van de voorzitter van de studievereniging Practische Studie, de 27-jarige Frans van Hasselt op zaterdag 23 november 1940. De volgende maandag en dinsdag staakten 3000 Delftse studenten, waarop de bezetter op woensdag de hogeschool sloot. Op 15 april 1941 werd de hogeschool heropend onder streng Duits toezicht. Ook in de daaropvolgende oorlogsjaren was er sprake van fel verzet van Delftse studenten en docenten.

## 1940: Studentenstaking
In Leiden werd deze staking op 26 november 1940 ondersteund door hoogleraar Cleveringa die met een felle rede protesteerde tegen het ontslag van door de Nazi's aangewezen zogenaamde niet-arische collega's c.q. de rassenleer van Nazi-Duitsland. In Delft was er geen sprake van steunbetuiging bij de docenten; de Academische Senaat probeerde de rel te smoren, en de bezettingsautoriteiten sloten de Technische Hoogeschool.
Op 22 november 1940 was het ontslag van de Joodse hoogleraren bekendgemaakt. De reactie hierop was dat een menigte zich de volgende dag verzamelde bij het Gebouw voor Weg- en Waterbouwkunde, omdat men verwachtte dat professor mr. A.C. Josephus Jitta daar zijn laatste college zou geven. Dat college ging niet door maar Frans van Hasselt, student en voorzitter van Het Gezelschap "Practische Studie", hield er een korte maar krachtige rede met als thema: "Zalig zijn zij die vervolgd worden om der gerechtigheid wille'.
De volgende maandag en dinsdag staakten 3.000 Delftse studenten. Woensdag werd de hogeschool door de bezetter gesloten. Daarna leek alles rustig totdat op woensdag 18 december de Duitsers de Sociëteiten en bekende studentenhuizen overvielen. Oude Delft 81 werd ontruimd, veel studenten werden verhoord. De Sicherheitsdienst zocht naar de organisatoren van de staking. Die verhoren leverden niets op want die staking was niet door bepaalde mensen georganiseerd, die was spontaan ontstaan. De studenten werden weer vrijgelaten op vier na, die naar de gevangenis van Scheveningen (Oranjehotel) werden overgebracht. Twee weken later waren ook zij weer vrij.
In 1941 werd de hogeschool heropend. De bezetter verbood Joden lid te zijn van niet-commerciële verenigingen waarop de Nederlandse Studenten Federatie besloot dat dit onaanvaardbaar was en dat de studentenverenigingen zichzelf dan maar moesten opheffen. Het vreemde was dat de Centrale Commissie voor Studiebelangen in Delft geen vereniging was, zodat zij de belangen van de Joodse studenten dachten te kunnen blijven behartigen. De Delftse burgemeester, F.W. van Vloten, was echter een NSB'er en hij verbood hun activiteiten.

## Verzetsgroepen
Binnen de studentencorpora bleven goede banden die uiteindelijk van groot belang waren voor het ondergrondse verzetswerk. In Delft waren professor Jan Mekel en professor Schoemaker vanaf eind 1940 instrumentaal in het opzetten van spionage- en sabotagegroepen, de Groep Mekel en de Groep Schoemaker, die eerst vooral een Ordedienst (OD) was en deel uitmaakte van de landelijke OD, die de orde zou bewaren als de Duitsers weg waren. Dit duurde langer dan verwacht en in 1941 werd de OD opgeheven. In de zomer van 1941 werden Mekel en Schoemaker met enkele medewerkers opgepakt. Hun verrader dreef enkele dagen later in een vijver rond.
De Duitsers dachten dat Charles Hugenholtz en Jan van Blerkom hier schuld aan hadden, zij doorzochten veel studentenhuizen en pakten allerlei studenten op, die vervolgens naar de gevangenis van Scheveningen (Oranjehotel) gebracht werden. De drijfjacht leverde niets op, Hugenholz verdronk in 1944 en Van Blerkum verdween in november 1941. In het Oranjehotel zaten die winter veel Delftenaren. In het voorjaar van 1942 werden zij naar kamp Amersfoort overgeplaatst. In april 1942 begon het Proces der 72. Bijna allen werden ter dood veroordeeld.
Dit stimuleerde de behoefte het studentenverzet nog beter te organiseren. Groepen werden kleiner waardoor ze minder kwetsbaar waren. Sabotagegroep Pahud werd toch in 1943 opgepakt en later sabotagegroep Pleyte. Ook vielen er slachtoffers onder de Engelandvaarders. Robert Simon Cohen, die inmiddels RAF piloot was geworden, deed mee aan het Bombardement op het Centraal Bevolkingsregister in Den Haag.

## 1941: Commissie van Acht
In 1941 werd de Commissie van Acht opgericht. Deze zou allerlei taken van de Senaat overnemen. Ook benoemde de Senaat Siewert de Koe tot lid van de contactcommissie, speciaal belast met het bevorderen van inter-academiaal ondergronds contact. Toen hij in de Denneweg in Den Haag werd opgepakt, werd hij opgevolgd door Willem Pahud de Mortanges. Beiden werden in Utrecht gefusilleerd. Pahud was lid van de Groep van Acht, die langzamerhand de Groep Pahud werd genoemd. Pahud werd geholpen door R. von Nordheim.
De interacademiale contactcommissie werd de Commissie van Negen genoemd. Toen in december 1942 een derde van de studenten dreigde te worden gedeporteerd, werd de aanvang van de kerstvakantie vervroegd zodat ze naar huis konden gaan. De contacten van de Commissie van Negen werden ingedeeld volgens geografische herkomst (ouderlijk huis) en niet volgens de universiteit. In die districten werden betrouwbare studenten gezocht. Omdat men geloofde dat ijverige studenten niet voor deportatie in aanmerking kwamen, keerden veel studenten na de kerstvakantie terug. Ze werden overdonderd door een razzia op 6 februari 1943. Er werden 215 studenten meegenomen naar Vught. Natuurlijk volgde het advies om niet in Delft te blijven.

## 1943: Loyaliteitsverklaring
Er volgden arrestaties van enkele districtshoofden: Pahud, Van der Plas (district Leiden) en Van Raalte (district Den Haag). Op 12 maart werd de loyaliteitsverklaring gepubliceerd. Deze brengt veel ophef teweeg en veel studenten weigerden deze te ondertekenen. Professor Van Dam, secretaris-generaal van het Departement van Opvoeding, Wetenschap en Kultuurbescherming, liet op 3 april weten dat er geen wijzigingen in zouden komen. In een radiotoespraak op 6 april liet hij vervolgens weten dat iedereen die voor 11 april zou tekenen, binnen de numerus clausus zou vallen. In Londen maant minister Bolkestein over de radio iedereen om zich 'te onthouden van iedere medewerking wat betreft het verkrijgen der verklaringen'. Toch adviseert de Delftse Academische Senaat om te ondertekenen. Ze lieten weten dat iedere ondertekenaar zou kunnen afstuderen.
Op 11 april bleek dat 500 van de 3000 studenten hadden ondertekend; dit liep later nog op tot 778. De Groep van Negen, die nu de Vertegenwoordigers werd genoemd, pleitte voor volharding om niet te tekenen.
Op 4 mei 1943 legde de SD beslag op het kaartsysteem van de ingeschreven studenten en op de lijst van mensen die de loyaliteitsverklaring hadden ondertekend. Het directe gevolg daarvan was dat SS-generaal Rauter besloot dat allen die de verklaring niet hadden ondertekend zich op 6 mei moesten melden voor Arbeitseinsatz, ook de meisjes. Ruim 800 Delftenaren meldden zich aan, en 3800 studenten in den lande. Zij werden meegenomen naar Ommen. Joden moesten zich voor 22 mei melden, stakers en saboteurs werden met zware straffen bedreigd. Velen doken onder.
De hogeschool ging in juni weer open en ongeveer 500 ondertekenaars kwamen terug en studeerden met 'verlichte' examens af. De Vertegenwoordigers waren niet blij met deze houding van de hogeschool.
Medio september 1943 kreeg de hogeschool een nieuwe rector, prof.ir. J. Muysken. Er stonden meer 600 nieuwe studenten ingeschreven. Er wordt een oplossing gevonden om ook ondergedoken studenten de kans te geven om hun studie te vervolgen, ondersteund door de hulp van bijna alle professoren.
Vanaf het voorjaar van 1944 doken verschillende professoren onder, eerst professor Van der Maas, later ook door de scheikundige lector Pieter Heertjes. Muysken werd thuis gearresteerd. De Contactgroep probeerde vergeefs hem vrij te krijgen maar hij werd veroordeeld tot een jaar gevangenisstraf. Op 9 september 1944 besloten de Delftse hoogleraren geen colleges meer te geven. Heertjes was actief in het verzet (Orde Dienst) in Delft en kwam hierdoor na de oorlog van eind 1945 tot zomer 1946 in de tijdelijke Tweede Kamer.

## Herdenking
Op 19 september 1945 werd een herdenkingsdienst gehouden in de Nieuwe Kerk in Delft. In deze protestantse kerk werd de dienst geopend door pater P. v.d. Kooy. Hij liet de aanwezigen staand het "Wilt heden nu treden" zingen. Daarna kwam R. van Nordheim, leider van het Delftse studentenverzet, aan het woord om de gevallen studenten te herdenken. De volgende spreker was prof.ir. W. Schermerhorn, de minister-president, die benadrukte dat de jongens studenten waren, maar "eerst en voor alle dingen jonge menschen met een sterk gevoel voor recht en gerechtigheid".
Na het zingen van "Wat de toekomst brenge moge" beklom dominee F.J. Pop het kansel, en wees erop dat dit de eerste keer was dat een academisch jaar met een kerkelijke bijeenkomst werd geopend.

## Lijst van overledenen tijdens de Tweede Wereldoorlog
Hieronder volgt een lijst met alle Delftse docenten en studenten die de oorlog niet overleefden.
Docenten
- Prof.dr.ir. J.A. Mekel, gefusilleerd op 3 mei 1942 in Berlijn
- Prof.ir. J. Muysken, overleden op 11 augustus 1945 in Delft
- Professor ir. R.L.A. Schoemaker, gefusilleerd op 3 mei 1942 in Sachsenhausen
- Prof.dr. E.C. Wiersma, geboren Naaldwijk, 29 september 1901, overleden op 31 juli 1944 aan gewrichtsrheumatiek
- Dr. R.A. Biegel, bij jodenrazzia in Amsterdam opgepakt, overleden op 1 juni 1943 in Kamp Westerbork
- Dr.ir. W.D. Cohen, vermist sinds december 1942 (overleden, Auschwitz, 17-09-1942, met vrouw en 2 kinderen)
- Dr.ir. Anthonie Willem van der Moore (1888-1945), slachtoffer van het bombardement op het Bezuidenhout op 3 maart 1945
- Dr.ir. Kurt Johan Schulz, in 1942 opgepakt en na korte tijd weer vrijgelaten, in 1943 thuis opgepakt, vermist sinds 1943 (overleden in Auschwitz, 17-09-1943 met vrouw en kind)

Studenten
- Johannes Addeson, door ziekte overleden op 8 augustus 1943 in Rotterdam
- Ir. Johannes Lieuwe Alta, gefusilleerd op 30 januari 1945 in Utrecht
- Ir. Jan Andriesse, met Guus van Poeteren op of na 9 maart 1942 verdronken in de Noordzee
- Jacobus van Assenbergh, gefusilleerd op 17 februari 1942 in Dijon (met Gustaaf Joekes, Leendert van Leeuwen, Willy Betty Jan Olland)
- Jan de Baan, aan longontsteking overleden op 1 maart 1945 in Nienburg a/d Weser
- Jan Bakkès, aan ziekte overleden op 24 december 1943 in Den Haag
- Eduard von Baumhauer, Engelandvaarder, op zee omgekomen met Arnold Cohen, 26/27 februari 1941. Lijk gevonden op Texel, tussen paal 25 + 26 op 17-06-1941
- Bernard Marie Berger, op de Indische Oceaan omgekomen op 26 maart 1944?
- Cornelis van Bergeijk, gefusilleerd op 30 augustus 1944 in Vught
- Folkert Bergsma, gefusilleerd op 16 februari 1944 op Schiphol
- Jan Bettink, gesneuveld 10 mei 1940 door bombardement op vliegveld Ypenburg
- Leonardus Beyerinck, overleden op 15 januari 1945 in Neuengamme
- Jaap Rijn Bezaan, overleden op 11 februari 1945 in Kamp Versen
- Ernst Birnbaum, overleden op 8 november 1942 in Mauthausen
- Hans Blankenberg, na ondervraging gedood op 10 september 1944 in Scherpenzeel
- Jan van Blerkom, vermist sinds november 1941
- Felix Hendrik Bloemgarten, gesneuveld op 26 juli 1944 bij Dreux
- Jan José Petrus Blumberger, vermist sinds januari 1945
- Antonie Hubertus Bodaan, gesneuveld op 10 mei 1940 bij Vliegveld Waalhaven

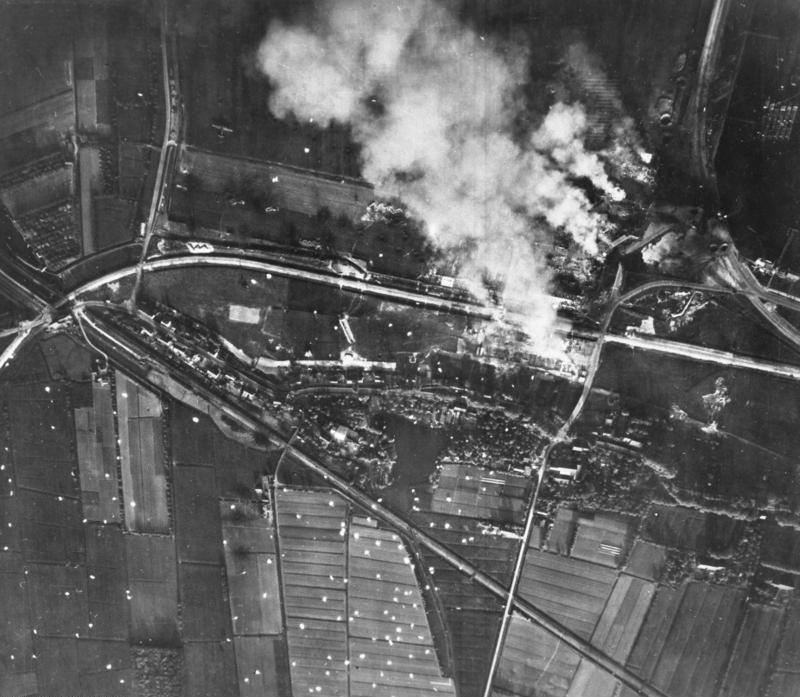
 Waalhaven
- Herman Johannes Bolt, gefusilleerd op 3 mei 1942 in Sachsenhausen
- Theodorus Booy, gefusilleerd op 12 maart 1945 in Rotterdam
- Charles Henry Johan Bosch, lot onbekend
- Petrus J. Franciscus ten Bosch, overleden op 13 april 1945 in Buchenwald
- Oscar de Brey, slachtoffer van Englandspiel, gefusilleerd op 6 september 1944 in Mauthausen
- Henricus Jacobus Brons, overleden op 4 maart 1944 in Berlijn
- Henry Anton Engelbert Burgers, overleden op 3 februari 1945 in Oranienburg
- Emile de Ceuninck van Capelle, vermist sinds begin 1945
- Jan Christiaan Coenraads, door ongeluk overleden op 21 maart 1945 in Bernau bij Berlijn
- Robert Simon Cohen, neergestort boven Frankrijk op 10 augustus 1944
- Paul Herman van Dantzig, overleden op 30 april 1943 in Auschwitz
- Ir. Werner Heinrich van Doorninck, gefusilleerd op 20 juli 1943 in Utrecht
- Henricus Jacobus Ernst Dopheide, gefusilleerd op 30 januari 1945 in Utrecht
- Pieter Egas, aan hartaanval overleden op 29 april 1945 aan boord van een mijnenveger in Harwich
- Albert Eduard Gustave Ernst, overleden op 31 januari 1944 in Oost-Europa na ontsnapping op 11 januari 1944 uit Kamp Stalag 371 te Stanislau
- Alexander von Faber, overleden op 22 april 1945 in werkkamp Wöblin
- Hermanus Falkena, gefusilleerd op 7 april 1945 bij Makkum
- Pieter Arnout Fentener van Vlissingen, gefusilleerd op 6 november 1944 bij Scheveningen
- Klaas Erik Fokma, gefusilleerd op 18 augustus 1944 in Vught
- Ir. Dirk Theodorus Geerlings, gefusilleerd op 17 februari 1945 op de Waalsdorpervlakte (met Hugo van Lennep)
- Alexander Pedro Jan van Gelder, overleden op 13 augustus 1943 in Hildesheim
- Hendrik Gieskes, overleden op 17 april 1944 in Marl-Hüls bij Recklinghausen
- Ernst Glaser, in augustus 1942 gearresteerd in Brussel, vermist (overleden, Auschwitz, 11-03-1942)
- Karel Glaser, broer van Ernst, zat in Auschwitz, vermist (overleden, Sobibor, 21-05-1943)
- Pieter Cornelis Groenewege, gefusilleerd op 25 september 1942
- Eduard Popko van Groningen, na het 'proces der 72' gefusilleerd op 3 mei 1942 in Sachsenhausen
- Hendrik Ernst de Haan, gedood tijdens arrestatie op 21 juli 1944 bij Eenrum
- Lute Thijs de Haan, gefusilleerd op 16 mei 1944 bij Zandvoort
- Hendrik Hagreis, overleden op 2 februari 1945, in kamp Meppen
- Richard Henry van der Hal, vermist sinds herfst 1943, evenals zijn familie
- Jacob Willem van Hamel, verongelukt boven Engeland op 11 mei 1944
- Hubert Joseph Dyonysius Hamers, overleden op 29 december 1944 in Oranienburg
- Carel Johan Hammes, overleden op 13 april 1945 in Trautenau
- Jaap Hardeman, overleden 10 mei 1940 in Delft als soldaat (THComp.)
- Johan Barthold Frans van Hasselt, overleden op 10 september 1942 in Buchenwald
- Johan van Hattem, gefusilleerd met zijn broer Willem en andere leden van spionagegroep Van Hattem op 20 juli 1943 in Utrecht
- Ir. Willem van Hattem, gefusilleerd met zijn broer Johan en andere leden van spionagegroep Van Hattem op 20 juli 1943 in Utrecht
- Johannes Louis Hesselberg, gefusilleerd op 30 augustus 1944 in Vught (met Willem de Nie)
- Cornelis Willem van Holst Pellekaan, gefusilleerd op 20 november 1942 in Scheveningen
- Joan Taco van den Honert, gefusilleerd op 2 of 3 mei 1942 in Sachsenhausen
- Willem Frederik Hoogewerff, gefusilleerd op 8 maart 1945 in Wassenaar
- Sjoerd Sander Hoogstra, aan tuberculose overleden op 12 september 1945 in Breda
- Laurence Joseph ten Horn, overleden op 14 september 1945 in een sanatorium in Groesbeek
- Charley Hugenholtz, verdronken op ? juli 1943 bij Gibraltar
- Pieter Marinus Arnoldus Huurman, gefusilleerd op 18 mei 1943 in Utrecht
- Conrad Theodoor de Iongh, jachtvlieger, vermist sinds 10 juni 1943
- Arnold Johann Jans, gearresteerd op 24 januari 1944, op 9 oktober naar Neuengamme gebracht, overleden op 8 april 1945 te Neuengamme
- Gustaaf Joekes, gefusilleerd op 17 februari 1942 in Dijon
- Gijsbert Willem Jongbloed, overleden op 8 november 1943 in Potsdam
- Ir. Kars Lucas Kamp, gefusilleerd op 20 juli 1943 op de Leusderheide
- Emile Rudolf Kerkhoven, aan verwondingen overleden op 24 november 1944 in Deelerwoud
- Gijsbert van Kersen, zelfdoding op 14 april 1944 in Fallerleben
- Johan Herman Kessler, na verhoor overleden op 15 november 1944 in Barchem
- Barend Klaas Keuter, overleden op 5 maart 1945 in Bergen-Belsen
- Henri Franciscus Kilsdonk, na het 'proces der 72' gefusilleerd op 3 mei 1942 in Sachsenhausen
- Louis Frederik Klein Bog, gesneuveld op 24 maart 1944 bij Langen-Darmstadt

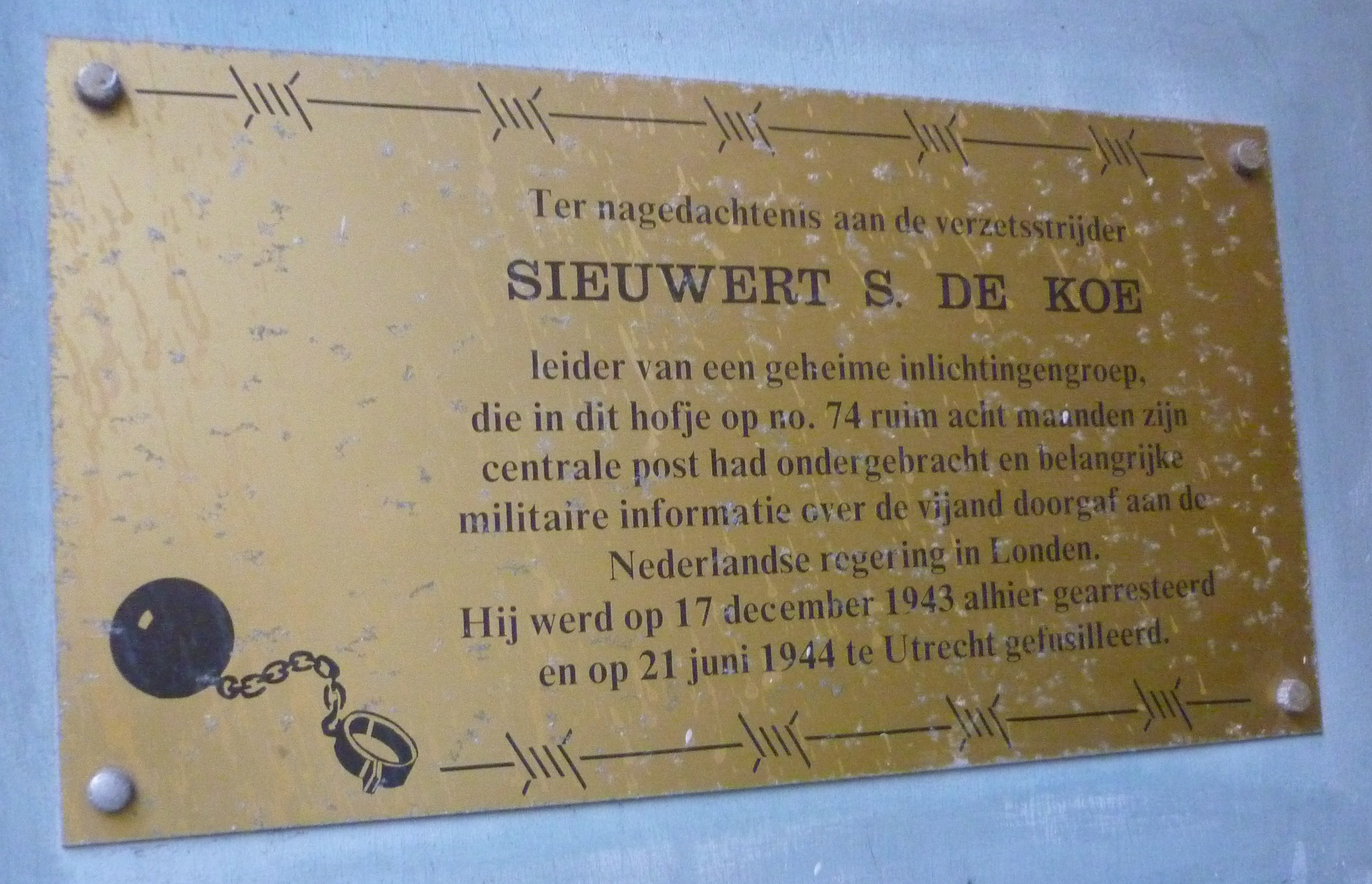
Siewert de Koe
- Siewert Salomon de Koe, gefusilleerd op 21 juni 1944 in Utrecht
- Willem Johan Koene, verdwenen op 15 juni 1944
- Menko Hendrik Huibert Koenig, gefusilleerd op 18 mei 1943 in Utrecht
- Johannes Cornelis Kolff, aan ziekte overleden op 18 april 1944 in Helzen
- Roeland Anthonie Kollewijn, aan verwondingen overleden op 8 november 1944 in Delft
- Eduard Konijn, als jood op 24 juli 1942 naar Westerbork en later naar Auschwitz gevoerd, overleden Auschwitz, 30-09-1942
- Marinus Willem Georg Kop, gefusilleerd op 18 september 1944 in Brandenburg-Havel
- Jan Anne Kraijenhoff van de Leur, omgekomen bij bombardement op het schip Cap Arcona op 3 mei 1945
- Simon Isidoor van Kreveld, op 28 september 1944 vanuit Theresienstadt op transport gesteld, sindsdien vermist
- Sape Kuiper, gefusilleerd op 1 oktober 1943 in Amsterdam
- Gerrit Riemerius van der Laan, overleden op 2 februari 1944 in Buchenwald
- Joan Lodewijk Larive, vermist sinds 10 september 1943, toen hij de Duits-Zwitserse grens overtrok
- Leendert van Leeuwen, gefusilleerd op 17 februari 1942 in Dijon
- Willem Hendrik van Leeuwen, door de Landwacht neergeschoten op Dolle Dinsdag, 5 september 1944 in Amsterdam
- Jhr. Hugo van Lennep, gefusilleerd op 17 februari 1945 op de Waalsdorpervlakte
- Jan Luijten, overleden op 28 april 1945 mogelijk in Kamp Sandbostel
- Simon Karel Luitse, ontsnapt, door ziekte overleden op 16 april 1945 in Agnesdorf, Saksen-Anhalt, Duitsland
- Johan Nicolaas Maas, stak half november 1941 naar Engeland over, sindsdien vermist
- Armand Maassen, overleden op 10 februari 1943 door slechte behandeling, kamp Vught
- Frans Mangelaar Meertens, aan tuberculose overleden op 9 juni 1945 in Diakonessenhuis in Groningen
- Menko Pieter Menalda, aan tuberculose overleden op 27 mei 1944 in sanatorium Zonnegloren in Soest
- Johan Coenraad Meijer, na doodvonnis gefusilleerd op 11 mei 1942
- Willem Wijnand Mooy, aan ziekte overleden op 16 februari 1943 in Londen
- Gerrit Jan Muller, gefusilleerd op 5 september 1944 in Vught
- Annes Johan Cato van der Nagel, overleden op 24 januari 1943 in Oranienburg
- Thomas Haulog Navis, overleden op 22 februari 1944 in Natzweiler
- Cornelis van Nes, overleden op 15 november in Hamburg-Fuhlsbüttel
- Willem de Nie, gefusilleerd op 30 augustus 1944 in Vught
- Vilmos Obermeijer, gefusilleerd op 28 oktober 1944 in Scheveningen
- Willy Betty Jan Olland, gefusilleerd op 17 februari 1942 bij Dijon (met Jacobus van Assenbergh)
- Bernard Oosterbaan, overleden op 24 of 25 februari 1945 in Neuengamme
- Willem Theodoor Pahud de Montanges, gefusilleerd op 18 mei 1943 in Utrecht (met M.H.H. Koenig, P.M.A. Huurman, C.O. van der Plas, E.E. Van Raalte en A.G. Smit)
- Ir. Jan William Hendrik Penning, gefusilleerd op 9 augustus 1944 in Vught
- Nicolaas Roelof Jacob Phaff (1915), Engelandvaarder, na 1943 vanuit de Brielsche Maas vertrokken en sindsdien vermist
- Johannes Willem van Pienbroek, gefusilleerd op 20 juli in Utrecht
- Fredrik Albert Pinke, overleden op 1 maart 1945 in werkkamp Wöblin, Duitsland
- Charles Okke van der Plas, gefusilleerd op 18 mei 1943 in Utrecht (met Van Raalte)
- Jan Leendert Plesman, gesneuveld op 1 september 1944, waarschijnlijk ten noordoosten van Sint-Omaars
- Anton Marinus Pleyte, gefusilleerd op 1 oktober 1943 in Bloemendaal
- Alfred Catharinus van de Poll, overleden op 14 maart 1945 in Neuengamme
- Arie Pothoven, overleden op 28 december 1944 in Neuengamme
- Johannes Pottinga, aan difterie overleden op 15 oktober 1943 in Berlijn
- Herbert Prins, gefusilleerd op 7 januari 1945 in Limmen (met Ernst Woutman en 8 anderen)
- Eduard Ellis van Raalte, verraden door Van der Waals, gefusilleerd op 18 mei 1943 in Utrecht
- Leo de Raay, vermist sinds eind augustus 1942 (overleden, Polen, 30-06-1943)
- Johannes Petrus Ravelli, aan ziekte (difterie?) overleden in Braunschweig
- Leendert Reidsme, gefusilleerd op 30 januari 1945 in Amsterdam
- Jhr. ir. Maarten Reuchlin, gefusilleerd op 15 november 1944 in Venlo
- Salomon Ricardo, op 28 september 1944 op transport van Theresienstadt naar Auschwitz gesteld, overleden, Polen, 28-02-1945
- Jan Jacob van Rietschoten, gefusilleerd op ? juli 1944 tussen Haaren en Vught
- IJsbrand Roodenburg, aan verwondingen overleden op 4 december 1940 in Rotterdam
- Addie Adriaan Roosa, na ondervraging overleden op 5 mei 1944 in Arnhem
- George Maarten van Rossem, aan ziekte overleden op 6 maart 1942 in Sachsenhausen
- Simon Bernhard Rudelsheim, in Parijs in Duitse handen gekomen, overleden voor 2 december 1942
- Pieter van Sabben, overleden op 26 februari in Neuengamme
- Johannes Lambertus Sanders, overleden in 1944 in Bergen-Belsen
- Ir. Erik Cornelis Scheffer, overleden na maart 1945
- Kees Adolfd Schipperus, door ziekte overleden op 19 maart 1945 in Buchenwald
- Hans Erhard Schmid, door eigen handgranaat overleden 8 augustus 1945
- Ewoud Sibinga Mulder, overleden op 24 april 1945 te Sandbostel
- Ir. Charles Alexandre Simon Thomas, overleden op 29 november 1944 in Neuengamme
- Hans Simon Thomas, gesneuveld op 12 mei 1940 aan de Grebbelinie
- Johan Willem van Slooten, na het 'proces der 72' gefusilleerd op 3 mei 1942
- Ir. Lambertus Cornelis Sloth Blaauboer, sinds september 1941 vermist
- Nicolaas Smaal, overleden aan hartverlamming op 17 december 1944 in Dordrecht
- Adriaan Gerard Smit, gefusilleerd op 18 mei 1943 in Utrecht
- Frederik Hendrik Starke, gesneuveld door bombardement op 10 mei 1940 op vliegveld Ypenburg
- Dagobert Stibbe, overleden na 18 juli 1943 in Jawischowich
- Peter-Canies van Stokkum, eind 1943 gearresteerd, in april 1945 omgekomen in een Aussenlager van Buchenwald
- Jonkheer Jan J. Storm van 's Gravesande, vermist sinds de Slag in de Javazee, waar hij aan boord was van de Hr.Ms. De Ruyter die op 28 februari 1942 getorpedeerd werd
- Rutger Stuffken, gefusilleerd op 2 mei 1944 in Mauthausen
- Dirk van Swaay, Engelandvaarder, verongelukt op de Noordzee na 14 november 1941
- Jan Willem Cornelis Tellegen, neergeschoten tussen Wassenaar en de Haagsche Schouw door Duitse parachutisten op 10 mei 1940
- Otto Cornelius Tichelaar, overleden door ophanging begin februari 1945 in Neuengamme
- Jan bij de Vaate, overleden op 6 oktober 1943 in Bad Freienwalde a.d. Oder
- Louis Gerard de Val, gefusilleerd op 4 september 1944 in Vught
- Gerardus Henricus Maria Vierling, aan ziekte overleden, overleden voor mei 1944, vermoedelijk in Nienburg
- Frederik August van Vliet, overleden op 1 maart 1945 in Neuengamme
- Aart Voogel. overleden op 10 december 1944 in Husum Schweesing
- Marinus Willem Voogt, overleden op 16 februari in Buchenwald
- Norbert André Vreede, aan ziekte overleden op (?) maart 1943 in Wassenaar
- Robert Adolf de Vries, gefusilleerd op 3 mei (?) 1942 in Sachsenhausen
- Rudolf J. de Vries, overleden op 24 februari 1945 in Dachau
- Leonardus Johannes Cornelis Vuijk, aan dysenterie overleden op 30 januari 1945 in Neuengamme
- Antonius Coenraad Petrus Waals, slachtoffer van het bombardement op Rotterdam-West op 31 maart 1943
- Petrus A.J.M. van der Weegen, overleden op 11 januari 1944 in het Landeskrankenhaus in Braunschweig
- Gerardus Martinus Renier Werson, gefusilleerd op 11 augustus 1944 in Vught
- René Wesselink, overleden op 1 januari 1945 in Neuengamme
- Drs Willem Westerhof, neergeschoten tijdens transport na arrestatie op 7 september 1944 in Amsterdam
- Egbert Mark Wierda, samen met twee broers gefusilleerd op 11 april 1945 in Donrijp bij Franeker
- Jacob Reinder Wiersum, aan zwakte overleden op 4 mei 1942 in Sachsenhausen
- Lambertus Douwes Wolters, verongelukt boven Engeland op 16 december 1944
- Jan Woltjer, na het 'proces der 72' gefusilleerd op 3 mei 1942 in Sachsenhausen
- Ernst Erik Woutman, gefusilleerd op 7 januari 1945 in Limmen
- Frank van Wijk, overleden op 21 juli 1945 in Voorburg
- Arthur Wijnans, overleden 3 mei 1945 bij bombardement op het schip Cap Arcona
- Henny J. van Zadelhoff, na het 'proces der 72' gefusilleerd op 3 mei 1942 in Sachsenhausen
- Johannes Zijdenbos, tijdens bombardement omgekomen op 6 december 1942 in Eindhoven